# Гувернёр, Ливия
Ливия Маргарита Гувернёр Камеро (исп. Livia Margarita Gouverneur Camero, 15 июля 1941 — 1 ноября 1961) — венесуэльская революционерка, участница борьбы против диктаторских режимов в стране, символ леворадикальной молодёжи Венесуэлы.

## Биография
Родилась 15 июля 1941 года в Каракасе в семье Сесара Умберто Гувернёра и Лолы Камеро. Она была старшей из 11 детей в семье: Тибисай, Сесар-Энрике, Рораима (умерла), Онеида, Маигалида, Хуан-Карлос, Густаво, Леонардо (умер), Ирена (умерла) и Долорес.
Ливия Гувернёр с детства пристрастилась к чтению и участвовала во многих театральных постановках. Стала актрисой в группе «Маска» (исп. Máscara), созданной в 1952 году Сесаром Ренхифо, где сотрудничала с Освальдо Орсини и Нери Каррильо. 6 августа 1959 года играла в постановке сальвадорца Вальтера Бенеке «Рай безрассудных» (исп. El paraíso de los imprudentes).
16 сентября 1959 года поступила в Центральный университет Венесуэлы учиться на психолога, при этом не бросая свои занятия драматургией. В университете стала заметным руководителем студенческого движения и присоединилась к Коммунистической молодёжи Венесуэлы — молодёжной организации Коммунистической партии Венесуэлы. Занималась организацией культурного отдыха и культурной агитацией (исполнением революционных песен) в рабочих районах Каракаса.
Погибла во время обстрела демонстрации в поддержку Кубинской революции кубинскими ультраправыми эмигрантами.
В честь неё был назван один из отрядов ФАЛН, а затем — техническая школа в Каракасе.